# Unterweisung im Tonsatz
Unterweisung im Tonsatz ist der Titel eines musiktheoretischen und tonsatzpraktischen Lehrwerks von Paul Hindemith.
Es besteht aus drei Teilen:
- I. Theoretischer Teil. Schott, Mainz 1937.
- II. Übungsbuch für den zweistimmigen Satz. Schott, Mainz 1939.
- III. Übungsbuch für den dreistimmigen Satz. Schott, Mainz 1970.

Hindemith verfolgt mit diesem Werk vor allem die Absicht, das nach seiner Einschätzung in der zeitgenössischen Musik um sich greifende handwerkliche Chaos zu beenden und das kompositorische Handwerk wieder auf eine solide theoretische Grundlage zu stellen. Er möchte hierbei das veraltete und untauglich gewordene Lehrsystem der traditionellen Harmonielehre durch etwas Neues und Zeitgemäßes ersetzen. Außerdem ist Hindemith offenkundig bestrebt, der von ihm heftig kritisierten Zwölftontechnik Schönbergs ein alternatives System auf tonaler Basis entgegenzusetzen.

## Theoretischer Teil
Wesentliche Neuerungen der Hindemithschen Theorie sind:
- eine alternative Herleitung der chromatischen Tonleiter als Grundlage einer freien Tonalität.
- eine neuartige Akkordlehre als Ersatz für die traditionelle Harmonielehre.
- der innovative Versuch einer Melodielehre.

### Reihe 1

#### Kritik der bisherigen Tonleitersysteme
Zwar bezeichnet Hindemith die gleichstufig temperierte Stimmung als „eine der genialsten Erfindungen des menschlichen Geistes“ und würdigt ihren unschätzbaren praktischen Wert für Tasteninstrumente, schränkt aber zugleich ein, es sei nicht ungefährlich, dem Ohre nur Musik in temperierten Intervallen zu bieten, da es sich sonst an den ständig getrübten Klang gewöhne und der Sinn für reine Klänge verloren gehe. „Zum Glück bilden aber die der reinen Intervalle fähigen Instrumental- und Singstimmen den Tasteninstrumenten gegenüber die Hauptmacht und es ist kaum anzunehmen, daß das musikalische Empfinden je so weit absinken könnte, um die Tasteninstrumente zur ausschließlichen Herrschaft gelangen zu lassen.“
Im Kapitel „Frühere Tonleiterversuche“ setzt sich Hindemith u. a. mit der pythagoräischen und mitteltönigen Stimmung auseinander und kommt zu dem Schluss, all diese Systeme seien „keine ursprüngliche Zeugung einer Tonleiter. Hier geht man von einem in der praktischen Musik schon vorhandenen Modell einer Tonleiter aus und sucht die Leiterintervalle, die sich durch die Erfahrung als brauchbar erwiesen haben, nachträglich zu begründen.“
Deshalb beschreitet Hindemith „einen dritten Weg zur Errechnung der Tonleiter […] der uns zu Zielen führen wird, die auf die vorerwähnten Weisen nicht erreicht wurden.“

#### Neue Herleitung der chromatischen Tonleiter
Hindemith führt seine Herleitung der chromatischen Tonleiter am Beispiel des großen C mit 64 Hz als Ausgangston durch.
Das Herleitungsverfahren ist eine Art Entdeckungsreise im Bereich der Obertonreihe von diesem C, wobei eine Beschränkung auf die ersten sechs Teiltöne erfolgt. Wie Hindemith ausführlich begründet, würde eine Einbeziehung des siebenten und höherer Obertöne zu unbrauchbaren, ja chaotischen Resultaten führen.
Ausgangsmaterial sind also die Töne    C, c, g, c1, e1, g1.
Ziel ist es nun, den Oktavraum über dem C so mit Tönen anzufüllen, dass eine musikalisch verwendbare Tonscala entsteht. Zu diesem Zweck wird das Reich der Obertöne systematisch durchforscht und jede neue „Entdeckung“ dem Tonvorrat einverleibt. Das praktische Vorgehen besteht darin, auf jeden neu hinzukommenden Oberton die bis dahin bekannten Verhältnisse der vorangegangenen Teiltöne anzuwenden. Der jeweils neue Oberton wird nacheinander als erster, zweiter usw. Oberton einer darunter liegenden Reihe gedacht, deren Grundton dann gegebenenfalls einen neuen Ton ergibt, der in die Tonleiter hineinpasst.
- Die Anwendung auf den zweiten Oberton des C (64 Hz), das c mit 128 Hz bedeutet, dass dieses als erster oder zweiter Oberton fungieren kann (der dritte Oberton wird erst später entdeckt). In der Rolle als erster Oberton verweist es nur auf sich selbst als Grundton, als zweiter Oberton liefert es nur das bereits vorhandene C mit 64 Hz.
- Neues erbringt erst der dritte Oberton, das g mit 192 Hz: Als erster Oberton ist es nicht zu gebrauchen, da es außerhalb der zu füllenden Oktave liegt, jedoch als zweiter Oberton erzeugt es den neuen Tonleiterton G (96 Hz).
- Der vierte Oberton, das c1 (256 Hz) liefert in der Rolle eines dritten Obertons das F mit 85,33 Hz.
- Der fünfte Oberton, das e1 (320 Hz) – als dritter Oberton gedacht – liefert den Grundton A (106,66 Hz).
- Zum vierten Oberton gemacht verweist das e1 (320 Hz) auf den Grundton E (80 Hz).
- Der sechste Oberton, das g1 mit 384 Hz, liefert in der Rolle eines fünften Obertons das Es (76,8 Hz).
- In Erweiterung des bisherigen Verfahrens wird noch der vierte Oberton des C, das c1 (256 Hz) zu einem fünften gemacht und führt zu einem As1, dessen zweiter Oberton As (102,4 Hz) aufgenommen wird.

Damit sei „die Zeugekraft des Stammtones C […] erschöpft“, sagt Hindemith. „Die aus ihm entwickelten Töne c, G, F, A, E, Es, As umgeben ihn wie eine stolze Zahl von Söhnen.[…] Sie können […] ihren eigenen Hausstand gründen, während sie sich noch in väterlicher Obhut befinden und können ihren Erzeuger mit einer Schar von Enkeln erfreuen.“
Die „Söhne“ werden jetzt in der Reihenfolge ihrer „Geburt“ dem gleichen Verfahren unterworfen wie der Stammvater C, d. h. ihre Obertöne werden zur Gewinnung neuer Tonleitertöne herangezogen. Während Hindemith alle Fälle im Einzelnen durchdiskutiert, werden hier nur die genannt, die zu neuen Ergebnissen führen.
- Der dritte Oberton des G, das d1 mit 288 Hz liefert – zum 4. Oberton einer Reihe gemacht – deren Grundton D (72 Hz).
- Der vierte Oberton des F, das f1 mit 341,33 Hz führt in der Rolle eines dritten Obertons zum B (113,78 Hz).
- Das gleiche f1 verweist als fünfter Oberton auf den Grundton Des (68,27 Hz)
- Der dritte Oberton des E – als zweiter Oberton gedacht – liefert das H (120 Hz)

„Die Familie wird vollzählig, wenn wir die Urenkel des C in sie aufnehmen.“
- Aus dem „Enkel“ Des wird ein Ges (91,02) gewonnen, indem man aus dem vierten Oberton von Des, dem des1 mit 273,08 Hz, einen dritten Oberton macht.
- Der fünfte Oberton des „Enkels“ D, das fis1 liefert als vierter Oberton das Fis (90 Hz)., eine Schwingung tiefer als das Ges.

Die in der Reihenfolge ihrer Entdeckung angeordneten Töne bezeichnet Hindemith als Reihe 1.

#### Die Reihe 1 als Tabelle
| Ton                         | C     | G     | F     | A      | E     | Es    | As    | D     | B      | Des   | H     | Ges/Fis  |
| Frequenz (Hz)               | 64    | 96    | 85,33 | 106,66 | 80    | 76,8  | 102,4 | 72    | 113,78 | 68,27 | 120   | 91,02/90 |
| Verwandtschafts- verhältnis | Vater | Söhne | Söhne | Söhne  | Söhne | Söhne | Söhne | Enkel | Enkel  | Enkel | Enkel | Urenkel  |

#### Bedeutung der Reihe 1
Hindemith selbst muss in der Entdeckung der Reihe 1 eine Errungenschaft gesehen haben, deren historische Bedeutung mit der Erfindung der wohltemperierten Stimmung vergleichbar ist. Denn ähnlich wie Bach seinerzeit die temperierte Stimmung in seinem Wohltemperierten Klavier verwirklichte, tut Hindemith dies mit seiner Reihe 1, indem er sie dem Klavierzyklus Ludus tonalis zugrunde legt.
Die Parallele wäre noch überzeugender, wenn man den Ludus tonalis auf einem Klavier darbieten könnte, das nach den Frequenzverhältnissen der Reihe 1 gestimmt wäre. Solches verbietet sich jedoch, da die Reihe 1 als Grundlage für die Stimmung eines Klaviers völlig ungeeignet wäre, wie sofort deutlich wird, wenn man einmal die Frequenzverhältnisse der zwischen ihren Tönen auftretenden Quinten untersucht. Die meisten Quinten sind rein, haben also das Schwingungszahlverhältnis 3:2 = 1,5. Die Quinten D-A und Es-B jedoch weisen ein Frequenzverhältnis von ca. 1,48 (≈ 678 Cent) auf, sind also so genannte Wolfsquinten.
Wenn demzufolge auch der rein praktische Nutzen der Reihe 1 gering ist, so besteht aus Hindemiths Sicht ihre theoretische Bedeutung darin, dass die chromatische Tonleiter nicht mehr wie bisher nur als eine Erweiterung der diatonischen Leitern in Erscheinung tritt, sondern als ein ebenso einfach herzuleitendes „Naturprodukt“ verstanden werden kann. Hindemith behauptet sogar, dass sie sich „als die natürlichste aller Tonleitern erweist, die zugleich für die melodische wie die harmonische Arbeit die geeignetste ist.“ Als solche bildet sie die Grundlage einer freien Tonalität, die nicht mehr auf das herkömmliche Dur-Moll-System beschränkt ist.

### Reihe 2
Die Reihe 1 beschreibt eine Rangfolge abnehmender Verwandtschaft der chromatischen Einzeltöne zu einem Zentralton. Im Unterschied dazu bezieht sich die Reihe 2 auf eine Abstufung des Klangwertes der Intervalle.

#### Kombinationstöne
Um den Klangwert der Intervalle zu bestimmen, stützt sich Hindemith auf das akustische Phänomen der Kombinationstöne. Hierbei handelt es sich um physikalisch reale Töne, die beim Zusammenklingen zweier (oder mehrerer) Töne zusätzlich hörbar werden. Beim Zusammenklang zweier Töne tritt vor allem ein Differenzton auf, dessen Frequenz der Differenz der Ausgangstonfrequenzen entspricht: {\displaystyle f_{D}=f_{2}-f_{1}\,}, wobei {\displaystyle f_{2}\,} die Frequenz des höheren, {\displaystyle f_{1}\,} die Frequenz des tieferen Tones bedeutet. Dieser Differenzton wiederum tritt mit den bereits klingenden Intervalltönen in Wechselwirkung und so fort, so dass theoretisch eine unendliche Zahl von Kombinationstönen auftritt, die aber umso schwächer werden, je höher ihre Ordnung ist. Hindemith beschränkt sich deshalb auf die Betrachtung der Kombinationstöne erster und zweiter Ordnung.
Zur Klarstellung der Begriffe sei noch folgende präzise Definition hinzugefügt:
Kombinationston 1. Ordnung = Differenzton D1 mit {\displaystyle f_{D_{1}}=f_{2}-f_{1}\,}.
Kombinationston 2. Ordnung = Differenzton D2 mit {\displaystyle f_{D_{2}}=f_{1}-f_{D_{1}}=2f_{1}-f_{2}\,}.
(Der hier relevante Kombinationston 2. Ordnung entsteht durch das Zusammenwirken des ersten Differenztons mit dem unteren Ton des klingenden Intervalls. Durch das Zusammenwirken mit dem oberen Ton entsteht kein neuer Ton, denn wegen {\displaystyle f_{D_{2}}=f_{2}-f_{D_{1}}=f_{1}\,} wäre dieser Ton mit dem bereits klingenden unteren Ton des Intervalls identisch.)
In der folgenden Tabelle sind diese Verhältnisse für die einfachsten Intervalle dargestellt. Die Frequenzen sind hierbei jeweils (durch Kürzen) auf die kleinstmöglichen ganzzahligen Werte reduziert.
| Intervall   | {\displaystyle f_{2}\!} | {\displaystyle f_{1}\!} | {\displaystyle D_{1}\!} | {\displaystyle D_{1}\!} ist also                   | {\displaystyle D_{2}\!} | {\displaystyle D_{2}\!} ist also                    | Fazit                                          |
| ----------- | ----------------------- | ----------------------- | ----------------------- | -------------------------------------------------- | ----------------------- | --------------------------------------------------- | ---------------------------------------------- |
| Oktave      | 2                       | 1                       | 1                       | {\displaystyle =f_{1}\!}                           | 0                       | unhörbar                                            | {\displaystyle f_{1}\!} wird verstärkt         |
| Quinte      | 3                       | 2                       | 1                       | 1 Oktave tiefer als {\displaystyle f_{1}\!}        | 1                       | 1 Oktave tiefer als {\displaystyle f_{1}\!}         | {\displaystyle f_{1}\!} wird zweifach gestützt |
| Quarte      | 4                       | 3                       | 1                       | 2 Oktaven tiefer als {\displaystyle f_{2}\!}       | 2                       | 1 Oktave tiefer als {\displaystyle f_{2}\!}         | {\displaystyle f_{2}\!} wird zweifach gestützt |
| große Terz  | 5                       | 4                       | 1                       | 2 Oktaven tiefer als {\displaystyle f_{1}\!}       | 3                       | 1 Quart tiefer als {\displaystyle f_{1}\!}          | {\displaystyle f_{1}\!} wird einfach gestützt  |
| kleine Sext | 8                       | 5                       | 3                       | große Sext unter {\displaystyle f_{1}\!}           | 2                       | 2 Oktaven tiefer als {\displaystyle f_{2}\!}        | {\displaystyle f_{2}\!} wird einfach gestützt  |
| kleine Terz | 6                       | 5                       | 1                       | 2 Oktaven + gr. Terz unter {\displaystyle f_{1}\!} | 4                       | gr. Terz unter {\displaystyle f_{1}\!}              | keiner der Intervalltöne wird gestützt         |
| große Sext  | 5                       | 3                       | 2                       | 1 Quint tiefer als {\displaystyle f_{1}\!}         | 1                       | 1 Oktave + Quint tiefer als {\displaystyle f_{1}\!} | keiner der Intervalltöne wird gestützt         |

In dieser Tabelle sind die Intervalle bereits so geordnet, dass die Trübung bzw. Belastung durch Kombinationstöne von oben nach unten zunimmt. Man kann auch von einem stufenweise abnehmenden Konsonanzgrad sprechen.

#### Intervallgrundtöne
Infolge der Verstärkung durch Kombinationstöne gewinnt einer der beiden Intervalltöne die Oberhand und wird somit zum Grundton. Bei Quint und großer Terz liegt der Grundton unten, bei Quart und kleiner Sext oben. Quint und Quart sowie Terz und Sext bilden also Paare, wobei der eine Partner die Umkehrung des anderen ist.
Bei kleiner Terz und großer Sext wird allerdings keiner der beiden Intervalltöne durch die Kombinationstöne verstärkt, so dass sich streng genommen die Annahme eines Grundtons verbietet. Allein aus dem praktischen Grund der Vereinfachung und leichteren Handhabbarkeit setzt sich Hindemith über die strenge theoretische Forderung hinweg und weist der kleinen Terz den unteren, der großen Sext den oberen Ton als Grundton zu.
Ähnlich verfährt er mit den Sekunden und Septimen, bei denen sich ebenfalls keine eindeutigen Grundtöne nachweisen lassen. Auch hier verteilt Hindemith die (fiktiven) Grundtöne nach rein pragmatischen Gesichtspunkten.
Eine Sonderstellung nimmt der Tritonus ein. Seine Kombinationstöne hängen davon ab, welche seiner verschiedenen Formen man betrachtet.
| Tritonus             | enge Form | weite Form | D1 = Differenzton mit {\displaystyle f_{D_{1}}=f_{2}-f_{1}\,} (Kombinationston 1. Ordnung) D2 = Differenzton mit {\displaystyle f_{D_{2}}=f_{1}-f_{D_{1}}\,} (Kombinationston 2. Ordnung) Bei der engen Form entsteht mit As - es c1 - ges1 als Gesamtklang ein Dominantseptakkord, mit Auflösungsbestreben nach Des-Dur, während bei der weiten Form mit A - d - c1 - fis1 eine Umkehrung des zu G-Dur gehörigen Dominantseptakkords entsteht. Dies zeigt, dass dem Tritonus stets eine nach Auflösung drängende Spannung innewohnt. |
| Töne                 | c1 ges1   | c1 fis1    | D1 = Differenzton mit {\displaystyle f_{D_{1}}=f_{2}-f_{1}\,} (Kombinationston 1. Ordnung) D2 = Differenzton mit {\displaystyle f_{D_{2}}=f_{1}-f_{D_{1}}\,} (Kombinationston 2. Ordnung) Bei der engen Form entsteht mit As - es c1 - ges1 als Gesamtklang ein Dominantseptakkord, mit Auflösungsbestreben nach Des-Dur, während bei der weiten Form mit A - d - c1 - fis1 eine Umkehrung des zu G-Dur gehörigen Dominantseptakkords entsteht. Dies zeigt, dass dem Tritonus stets eine nach Auflösung drängende Spannung innewohnt. |
| Frequenz- verhältnis | 5 : 7     | 7 : 10     | D1 = Differenzton mit {\displaystyle f_{D_{1}}=f_{2}-f_{1}\,} (Kombinationston 1. Ordnung) D2 = Differenzton mit {\displaystyle f_{D_{2}}=f_{1}-f_{D_{1}}\,} (Kombinationston 2. Ordnung) Bei der engen Form entsteht mit As - es c1 - ges1 als Gesamtklang ein Dominantseptakkord, mit Auflösungsbestreben nach Des-Dur, während bei der weiten Form mit A - d - c1 - fis1 eine Umkehrung des zu G-Dur gehörigen Dominantseptakkords entsteht. Dies zeigt, dass dem Tritonus stets eine nach Auflösung drängende Spannung innewohnt. |
| D1                   | As        | d          | D1 = Differenzton mit {\displaystyle f_{D_{1}}=f_{2}-f_{1}\,} (Kombinationston 1. Ordnung) D2 = Differenzton mit {\displaystyle f_{D_{2}}=f_{1}-f_{D_{1}}\,} (Kombinationston 2. Ordnung) Bei der engen Form entsteht mit As - es c1 - ges1 als Gesamtklang ein Dominantseptakkord, mit Auflösungsbestreben nach Des-Dur, während bei der weiten Form mit A - d - c1 - fis1 eine Umkehrung des zu G-Dur gehörigen Dominantseptakkords entsteht. Dies zeigt, dass dem Tritonus stets eine nach Auflösung drängende Spannung innewohnt. |
| D2                   | es        | A          | D1 = Differenzton mit {\displaystyle f_{D_{1}}=f_{2}-f_{1}\,} (Kombinationston 1. Ordnung) D2 = Differenzton mit {\displaystyle f_{D_{2}}=f_{1}-f_{D_{1}}\,} (Kombinationston 2. Ordnung) Bei der engen Form entsteht mit As - es c1 - ges1 als Gesamtklang ein Dominantseptakkord, mit Auflösungsbestreben nach Des-Dur, während bei der weiten Form mit A - d - c1 - fis1 eine Umkehrung des zu G-Dur gehörigen Dominantseptakkords entsteht. Dies zeigt, dass dem Tritonus stets eine nach Auflösung drängende Spannung innewohnt. |

#### Die Reihe 2 als Tabelle
| Intervall   | Oktave | Quinte | Quarte | große Terz | kleine Sext | kleine Terz | große Sext | große Sekund | kleine Sept | kleine Sekund | große Sept | Tritonus |
| oberer Ton  | c1     | g      | c1     | e          | c1          | es          | c1         | d            | c1          | des           | c1         | fis      |
| unterer Ton | c      | c      | g      | c          | e           | c           | es         | c            | d           | c             | des        | c        |
| Grundton    | beide  | c      | c1     | c          | c1          | c           | c1         | d            | d           | des           | des        | keiner   |

Beim Tritonus wird fallweise einer seiner beiden Töne zum stellvertretenden Grundton erklärt, und zwar derjenige, der in den Grundton des Auflösungsintervalls führt. Beispiel: Der Tritonus e - b werde in die Terz f - a aufgelöst. Dann ist das e stellvertretender Grundton, weil es zum f als Grundton des Auflösungsintervalls führt.

#### Harmonischer und melodischer Wert der Intervalle
Die Reihe 2 spiegelt auch den unterschiedlichen harmonischen und melodischen Wert der Intervalle wider. Oktave (als kaum vom Einklang unterschieden) und Tritonus (als in seiner Wirkung und Bedeutung schillernd) stehen isoliert am linken bzw. rechten Rand. Bei den anderen Intervallen ergibt sich hinsichtlich ihrer harmonischen bzw. melodischen Verwendbarkeit eine quasi komplementäre Rangordnung. Allerdings weicht Hindemith von einer streng systematischen Beurteilung ab, indem er nicht die kleine, sondern die große Sekunde als das „schönste“ melodische Intervall bezeichnet. Entsprechend hält er nicht die reine (aber auch leere!) Quinte für das „schönste“ harmonische Intervall, sondern die große Terz und begründet dies mit deren größerer Farbigkeit infolge der Akkordwirkung ihrer Kombinationstöne.

### Akkordlehre

#### Kritik der traditionellen Harmonielehre
An der traditionellen Harmonielehre kritisiert Hindemith vier Punkte, die sie „als ein zu enges System der Klangbestimmung und -bearbeitung erscheinen lassen:
1. Das Bauprinzip der Klänge ist das Übereinanderschichten von Terzen.
2. Die Klänge sind umkehrbar.
3. Durch Erhöhung oder Vertiefung leitereigener Töne der diatonischen Leitern läßt sich der Akkordvorrat einer Tonart erweitern.
4. Die Akkorde sind mehrdeutig.“[Einzelnachweis 6]

#### Akkordbestimmung
Ein neues System der Akkordbestimmung muss nach Hindemith folgende Forderungen erfüllen:
1. Nicht mehr nur Terzen, sondern beliebige Intervalle dürfen zum Bau der Akkorde verwendet werden.
2. An Stelle der Akkordumkehrungen muss ein umfassenderes Prinzip treten.
3. Die Mehrdeutigkeit der Akkorde muss entfallen.

Hieraus ergibt sich, dass jede beliebige Zusammenstellung von mindestens drei Tönen (zwei Töne bilden lediglich ein Intervall) als Akkord angesehen werden muss. Eine Unterscheidung ist möglich auf Grund des Dissonanzgrades, der sich aus den enthaltenen Intervallen ergibt. Eine wichtige Rolle für die Klassifizierung der Akkorde spielt nach Hindemith auch, ob sie einen Tritonus enthalten oder nicht. Tritonusakkorde bedürfen wegen der ihnen innewohnenden Spannung einer besonderen Behandlung. An Stelle der traditionellen Unterscheidung zwischen Grundstellung und Umkehrungen tritt die Unterscheidung zwischen Akkorden, deren Grundton mit dem Basston identisch ist und solchen, bei denen der Grundton höher im Akkord liegt. Zur Bestimmung des Akkordgrundtons wird (unter Nichtberücksichtigung der Oktave) der Grundton des im Akkord enthaltenen konsonantesten Intervalls herangezogen. Wenn also z. B. eine Quinte im Akkord vorkommt, so wird deren unterster Ton zum Akkordgrundton erklärt. Unter Anwendung dieser Kriterien kommt Hindemith zu folgender Klassifizierung der Akkorde:

#### Tabelle zur Akkordbestimmung
| A Klänge ohne Tritonus | B Klänge mit Tritonus |
| --- | --- |
| I Ohne Sekunden und Septimen 1. Grundton und Basston sind derselbe Beispiele: c e g \| c es g 2. Grundton liegt höher im Akkord Beispiele: c es as \| c e a \| c f a \| c f as | II Ohne kleine Sekunden und große Septimen. Tritonus untergeordnet a Nur mit kleiner Septime (ohne große Sekunde) Grundton und Basston sind derselbe Beispiele: c e b \| c e g b b Mit großer Sekunde und kleiner Septime 1. Grundton und Basston sind derselbe Beispiele: c e g b d1 \| c es g a \| c es f g a \| c e as b \| c e fis \| c d e fis \| c d e b \| c d e gis und ähnliche 2. Grundton liegt höher im Akkord Beispiele: c ges b \| c es ges as \| c es f a \| c d fis a \| c d f as \| c d fis b \| c e fis a \| c-d as b \| c d fis \| c d as \| c es ges b und ähnliche 3. Mit mehreren Tritoni Beispiele: c e fis ais \| c d e gis b \| c d fis gis \| c d e fis gis ais und ähnliche |
| III Mit Sekunden und Septimen 1. Grundton und Basston sind derselbe Beispiele: c d g \| c f g \| c g a \| c g b \| c g h \| c d e g \| c e f g \| c e g a \| c e g as \| c d es g \| c d f g \| c es g b \| c es g h \| c e g h d1 \| c es g b d1 \| c g b f1 \| c es g b d1 f1 \| c g a h d1 \| c e dis1 \| c g d1 \| c g a d1 \| c g a e1 \| c g as es1 und ähnliche 2. Grundton liegt höher im Akkord Beispiele: c d f \| c d a \| c d f a \| c es b \| c des f as \| c f a b \| c d a b\| c d a h \| c f d1 \| c f as es1 \| c f a e1 \| c f a b d1 und ähnliche | IV Mit kleinen Sekunden und großen Septimen Ein Tritonus oder mehrere untergeordnet 1. Grundton und Basston sind derselbe Beispiele: c e g b des1 \| c e b des1 \| c fis g des1 \| c g as d1 c e fis g d1 \| c fis g cis1 d1 gis1 und ähnliche 2. Grundton liegt höher im Akkord Beispiele: c f ges a es1 \| c e f b des1 c d fis a cis1 e1 \| c des ges a f1 \| c e f f1 \| c e fis h \| c e b es1 und ähnliche |
| V Unbestimmbar Beispiele: c e gis \| c f b | VI Unbestimmbar. Tritonus übergeordnet Beispiele: c es ges \| c es a \| c ges a \| c es ges a |

### Harmonik

#### Akkordbewegungen
Zur Beurteilung und kompositorischen Handhabung von Akkordbewegungen zieht Hindemith verschiedene Aspekte heran:
- Übergeordnete Zweistimmigkeit: Diese wird gebildet von der Bassstimme und der nächstwichtigen höheren Stimme, welche oft, aber nicht immer mit der Oberstimme identisch ist. Im Unterschied zu den weniger wichtigen Füllstimmen ist an diese übergeordnete Zweistimmigkeit die Forderung zu stellen, dass sie einen sauberen und deutlich gegliederten zweistimmigen Satz bilden soll.
- Harmonisches Gefälle: Durch die Aufeinanderfolge von Akkorden aus verschiedenen Gruppen der Akkordtabelle ergibt sich durch den unterschiedlichen Klangwert bzw. Dissonanzgrad eine Art Spannungskurve, die Hindemith harmonisches Gefälle nennt. An Beispielen zeigt er, wie das harmonische Gefälle in die kompositorische Satzarbeit einbezogen werden kann.
- Grundtonschritte: Zur schnellen Einschätzung von Akkordfolgen dient „eine Art abgekürzte Rechnung, die den Wert einer Verbindung erkennen lässt und uns über ihre Wegrichtung aufklärt (über die das Gefälle ja keine Auskunft gibt).“[Einzelnachweis 7] Hierzu werden nur die Grundtöne der Akkorde betrachtet, wodurch die komplexe Fortschreitung der Akkordmassen auf eine simple melodische Linie reduziert wird. Hindemith vergleicht dieses Verfahren mit der Anwendung von Logarithmen im Zahlenreich.
- Führungstöne: Bei Verbindungen mit Tritonusakkorden ist (wegen der innewohnenden Spannung) die bloße Grundtonverrechnung für eine sichere Beurteilung und Handhabung nicht ausreichend. Vielmehr müssen ergänzend so genannte Führungstöne herangezogen werden. Sie werden von Fall zu Fall nach leicht variierenden Verfahren ermittelt, wobei die Hauptregel besagt, dass derjenige Ton des im Akkord enthaltenen Tritonus zum Führungston erklärt wird, der mit dem Grundton nach der Rangfolge der Reihe 2 das beste Intervall bildet. Die Hindemithschen Führungstöne  erinnern an die klassischem Leittöne und verlangen wie diese eine Auflösung, wobei freilich die klassische Forderung nach einer Auflösung durch Sekundschritt gelockert wird.

#### Tonalität
- Tonale Zentren: Folgen mehrere (z. B. drei) Akkorde aufeinander, so bilden deren Grundtöne einen gebrochenen Akkord, dessen Grundton wiederum die Tendenz hat, sich als Grundton (Tonika) der ganzen Gruppe durchzusetzen. Solche Gruppen mit einem bestimmbaren tonalen Zentrum nennt Hindemith auch tonale Kreise oder Bezirke. Für die zur Herstellung eines tonalen Zentrums erforderliche Zahl von Akkorden stellt Hindemith die Regel auf, dass bei ausschließlicher Verwendung tritonusfreier Akkorde hierzu deren drei nötig sind, während bei der Beteiligung von Tritonusakkorden zwei genügen: Tonika ist dann der Grundton des Auflösungsakkords.
- Kadenz: Ein Sonderfall ist eine Kadenz genannte Akkordfolge mit starker Schlusswirkung. Hier erfährt der Schlussakkord allein durch seine Stellung eine so starke Aufwertung, dass er als Tonika empfunden wird, selbst wenn dies aus der Grundtonkonstellation allein nicht hervorgeht. So hat Hindemith keine Hemmungen, neben kadenzierenden Standardwendungen (wie Quarte, Quinte, Tonika) auch ungewöhnlichere Grundtonfolgen als Kadenz anzuerkennen (Beispiel: kleine Sext, kleine Sekunde, Tonika).
- Stufengang: Während sehr kurze Akkordfolgen vorwiegend durch die Verhältnisse der Reihe 2 erfasst werden können, kommen bei größeren harmonischen Abläufen die Verwandtschaftsbeziehungen der Reihe 1 zum Tragen. „Den Grundtönen, welche die Akkordlasten größerer harmonischer Zusammenhänge tragen, gebührt der Name Stufen,  ihre auf Befehl der Reihe 1 geschaffene Reihenfolge heißt Stufengang.“[Einzelnachweis 8]
- Tonalität und Modulation: Innerhalb eines großräumigeren Harmoniestufengangs werden einzelne Töne die Oberhand gewinnen, wenn sie durch die Verwandtschaftsbeziehungen der Reihe 1 als Zentraltöne bestätigt werden. Im Prinzip kann ein solcher Zentralton ein gesamtes Musikstück beherrschen und seine Tonalität (Tonart) bestimmen. Es kann aber natürlich auch vorkommen, dass verschiedene Passagen eines Stückes von verschiedenen Zentraltönen regiert werden, so dass hier von Modulation gesprochen werden kann. Die Herrschaftsbereiche der Zentraltöne, also die tonalen Bezirke überlappen notwendigerweise, da die Stufengangstöne immer auch in einer (wenn auch u. U. entfernteren) Verwandtschaftsbeziehung zur Tonika des Nachbarbezirks stehen.

#### Unterschied zur traditionellen Harmonielehre
Was als Unterschied zur traditionellen Auffassung besonders ins Auge springt, ist der Wegfall der herkömmlichen Dur-/Moll-Tonalität, was nicht bedeutet, dass Hindemith nicht mehr zwischen Dur- und Molldreiklang unterscheidet. Neu ist jedoch, dass die Tonart von Musikstücken nicht mehr auf Dur- bzw. Molltonleitern basiert, sondern auf der chromatischen Tonleiter, deren Töne sich im Sinne der durch die Reihe 1 gegebenen Verwandtschaftsbeziehungen um ein tonales Zentrum scharen. Die von Dur und Moll losgelösten Tonartbindungen können treffend als freie Tonalität bezeichnet werden. In harmonischer Hinsicht sind dieser freien Tonalität keine Grenzen gesetzt: jeder Akkord kann in ihr ohne Probleme untergebracht werden. Ein weiterer Fortschritt der Hindemithschen Harmonik ist die eindeutige Klassifizierung der Akkorde, welche die in der traditionellen Harmonielehre zu diesem Zweck üblichen alterierten und Vorhalts-Akkorde überflüssig macht.

#### Atonalität, Polytonalität
Den in der Natur begründeten Tonverwandtschaften könne man nicht entgehen, sagt Hindemith, und darum sei es „gänzlich unmöglich, Tongruppen ohne tonale Bezogenheit zu erfinden. Die Tonalität ist eine Kraft wie die Anziehungskraft der Erde.“ Entsprechend könne es eine „atonale“ Musik streng genommen gar nicht geben, sofern man darunter nicht lediglich harmonische Unordnung verstehe. Die Zwölftontechnik der Wiener Schule kritisiert er als willkürliches, ja widernatürliches Kunstprodukt. Spöttisch weist er darauf hin, dass dieselben Komponisten, die der harmonischen Freiheit huldigen, „in architektonischen Fragen einem Formalismus verfallen sind, gegen den die Künsteleien der frühen niederländischen Kontrapunktiker wie ein Kinderspiel erscheinen.“ Auch die so genannte Polytonalität lässt Hindemith allenfalls als unterhaltsame Spielerei für den Komponisten gelten, lehnt sie jedoch als Arbeitsprinzip einer harmonischen Setzweise ab, da der Hörer die nebeneinander herlaufenden Tonalitäten nicht getrennt verfolgen, sondern nur als resultierende Gesamttonalität wahrnehmen könne.

### Melodik
Mit dem Versuch einer Melodielehre betritt Hindemith Neuland, denn die bisherigen Lehrsysteme gingen darauf nicht ein. Auch Hindemith schränkt seine Bemühungen sofort dahingehend ein, dass er gedenkt, die Rhythmik, obwohl sie in einer vollständigen Melodielehre eigentlich nicht fehlen dürfte, unberücksichtigt zu lassen und ihren Einbezug auf einen späteren Zeitpunkt zu verschieben.
- Harmonische Bindung, Melodiestufengang: Zunächst beschäftigt sich Hindemith mit den immanenten harmonischen Aspekten der Melodie. Er weist darauf hin, dass in melodischen Linien immer auch gebrochene Akkorde auftauchen, entweder in unmittelbarer Folge oder von Durchgangs- bzw. Nebentönen unterbrochen. Die Grundtöne solcher harmonisch gebundener Abschnitte – die oft nicht scharf abzugrenzen sind und überlappen können – ergeben einen Melodiestufengang, für den in abgeschwächter Form ähnliche Kriterien gelten wie für den oben erwähnten Harmoniestufengang.

- Sekundgang: Eine herausragende Bedeutung für den Bau von Melodien haben die Sekunden. Sie leisten einerseits – beispielsweise zum Überbrücken der größeren harmonisch stärkeren Intervalle – Kleinarbeit auf engem Raum, deren Untersuchung an Fallbeispielen Hindemith ein ganzes Kapitel widmet. Andererseits können Sekunden zu Wegweisern des großräumigen Melodieverlaufs werden und erlangen dann eine beherrschende Stellung. Hindemith prägt für dieses Phänomen den Begriff Sekundgang. Eine Melodie kann mehrere, oft auch ineinander verschränkte Sekundgänge haben. Man ermittelt sie, indem man die Hoch- bzw. Tiefpunkte, die im Sekundabstand stehen, miteinander verbindet.

Hindemith vertritt die Auffassung, dass eine Melodie dann besonders überzeugend wirkt, wenn es gelingt, Melodiestufen- und Sekundgang „in schöner Ausgeglichenheit“ zu gestalten.

### Analysen
Im Schlusskapitel seines Werkes versucht Hindemith den Nachweis der universellen Anwendbarkeit seines Systems auf alle Arten von Musik. Hierzu analysiert er im Einzelnen die folgenden sehr unterschiedlichen Musikbeispiele:
1. Dies irae (Gregorianik)
2. Guillaume de Machaut: Ballade Il m’est avis
3. Joh. Seb. Bach: Dreistimmige Invention f-moll
4. Richard Wagner: Tristan und Isolde, Vorspiel
5. Igor Strawinsky: Klaviersonate 1924, 1. Satz
6. Arnold Schönberg: Klavierstück op. 33a
7. Paul Hindemith: Mathis der Maler, Vorspiel

Mit Ausnahme des gregorianischen Chorals, der nur eine melodische Analyse zulässt, führt er bei allen Stücken mit unterschiedlicher Ausführlichkeit eine melodische und harmonische Analyse durch, wobei er neben Melodiestufen bzw. Sekundgängen und harmonischem Gefälle besonderen Wert auf die Herausarbeitung des Harmoniestufengangs und der tonalen Bezirke Wert zu legen scheint.
Dass er solche tonalen Bezirke sogar in einem ausdrücklich zwölftönig-atonal konzipierten Werk wie dem Schönberg-Klavierstück aufzuspüren versucht, lässt darauf schließen, dass er offenbar der atonalen Richtung, die er vehement ablehnte, eine Lektion erteilen wollte. Indem er ein Zwölftonstück der unbeabsichtigt innewohnenden Tonalität überführt, versetzt er der Idee der Atonalität einen heftigen Schlag.

## Die Übungsbücher
Der theoretische Teil enthält im Widerspruch zum Titel keinerlei praktische Unterweisung bzw. Anleitung zur Komposition, sondern gibt dem Komponisten allenfalls analytische Mittel an die Hand, mit deren Hilfe er seine Arbeit kontrollieren und verbessern kann. Im Unterschied dazu wollen die Übungsbücher den Kompositionsschüler mit praktischen Übungen, Regeln und Aufgaben versorgen. Das 1939 erschienene Übungsbuch für den zweistimmigen Satz besteht aus elf Übungen, in deren Verlauf insgesamt 65 Regeln aufgestellt werden, von denen aber einige nur als Ad-hoc-Regeln fungieren und im weiteren Verlauf des Übungsfortschritts wieder aufgehoben werden. Die 56 Aufgaben sollen den Schüler in die Lage versetzen, zweistimmige polyphone Sätze aller Stilepochen sowohl zu verstehen als auch selbst zu verfassen. Die Erweiterung für den dreistimmigen Satz erschien erst posthum im Jahre 1970.